# Porsche Tennis Grand Prix 1990
Porsche Tennis Grand Prix 1990 — жіночий тенісний турнір, що проходив на закритих кортах з килимовим покриттям Filderstadt Tennis Centre у Фільдерштадті (Німеччина). Належав до турнірів 2-ї категорії в рамках Туру WTA 1990. Відбувсь утринадцяте і тривав з 15 до 21 жовтня 1990 року. Друга сіяна Мері Джо Фернандес здобула титул в одиночному розряді.

## Фінальна частина

### Одиночний розряд
Мері Джо Фернандес —  Барбара Паулюс 6–1, 6–3
- Для Фернандес це був 2-й титул в одиночному розряді за рік і за кар'єру.

### Парний розряд
Мері Джо Фернандес /  Зіна Гаррісон —  Мерседес Пас /  Аранча Санчес Вікаріо 7–5, 6–3